# Kalenderoğlu, Sungurlu
Kalenderoğlu là một xã thuộc huyện Sungurlu, tỉnh Çorum, Thổ Nhĩ Kỳ. Dân số thời điểm năm 2010 là 16 người.